# Leen Jansen
Leonardus Eustachius (Leen) Jansen (Rotterdam, 3 augustus 1930 – Bergen op Zoom, 27 januari 2014) was een Nederlands bokser.

## Biografie
Hij werd geboren in een woonboot op de Rotte en hij groeide op in de Rotterdamse volksbuurt Crooswijk. Hoewel hij van jongs af aan voetballer wilde worden, bokste hij in de jaren veertig als amateur zijn eerste partijen. Zijn jongere broer Aad Jansen was ook een professioneel bokser en in 1974 Nederlands kampioen in de weltergewichtklasse.
Leen Jansen begon zijn professionele carrière nadat hij in 1952 meedeed aan de Olympische Zomerspelen in Helsinki. Hij reikte tot de kwartfinale, waarin hij tegen Floyd Patterson het onderspit delfde. In de jaren vijftig en zestig vocht Jansen in totaal 71 partijen, waarvan hij er 9 verloor. Hij verloor zijn eerste profwedstrijd op 11 juli 1956 van Franco Festucci. Jansen werd drie keer Nederlands kampioen.
Na zijn loopbaan als bokser werd hij trainer. Hij had een boksschool aan de Ketenstraat in Kralingen, maar deze brandde in januari 1982 af. Hij woonde later in Sint-Maartensdijk, waar hij een nieuwe boksschool begon. Halil Ibrahim Özpamuk fotografeerde Jansen voor een tentoonstelling over Rotterdamse boksers, die in de zomer van 2012 te zien was in het Centrum Beeldende Kunst Rotterdam. Hij maakte ook een aflevering over de toen 82-jarige oud-bokser voor het televisieprogramma Vals plat van de NTR. Deze aflevering werd op 27 december 2012 uitgezonden.

## Resultaten
- 1952: kwartfinale Olympische Zomerspelen
- 26 april 1954: Nederlands kampioen middengewicht[11]
- mei 1955: Nederlands kampioen middengewicht[12]
- 11 mei 1959: Nederlands kampioen halfzwaargewicht[13]

## Persoonlijk leven
Jansen was tot juli 2010 getrouwd. Hij had met zijn ex-echtgenote een dochter. Jansen woonde in Sint-Maartensdijk en overleed op 83-jarige leeftijd in het ziekenhuis van Bergen op Zoom.